# بادي أوكونور
بادي أوكونور هو لاعب هوكي الجليد كندي، ولد في 21 يونيو 1916 في مونتريال في كندا، وتوفي في 24 أغسطس 1977.

## وصلات خارجية
- بادي أوكونور على موقع دوري الهوكي الوطني (الإنجليزية)
- بادي أوكونور على موقع EliteProspects.com (الإنجليزية)
- بادي أوكونور على موقع HockeyDB.com (الإنجليزية)
- بادي أوكونور على موقع Hockey-Reference.com (الإنجليزية)